# Полковник Курц
Полковник Уолтер И. Курц (англ. Walter E. Kurtz; 1926—1969) — один из главных действующих лиц фильма Фрэнсиса Форда Копполы «Апокалипсис сегодня», воплощённый на экране американским актёром Марлоном Брандо. Образ полковника основан на персонаже повести Джозефа Конрада «Сердце тьмы», торговце слоновой костью Курце.

## Биография
Уолтер И. Курц был кадровым офицером Вооружённых сил США, выпускником престижной военной академии Вест-Поинт в третьем поколении. Курц быстро дорос до уровня офицера Пентагона. По словам рассказчика капитана Уилларда, Курц принимал участие в боевых действиях в Корее в составе Военно-воздушных сил США
В 1964 году военный совет Пентагона направил Курца во Вьетнам с целью составить подробный отчёт о недостатках военной политики США в этой стране. В том же году он вернулся из командировки при командовании главного военного советника во Вьетнаме и выступил перед Объединённым комитетом начальников штабов США и президентом США Линдоном Джонсоном. В своём докладе Курц подверг резкой критике военную доктрину США, что не понравилось верховному командованию, после этого доклад Курца был засекречен.
Вскоре после командировки Уолтер Курц подал рапорт на прохождение специальной подготовки в Форт-Беннинге, штат Джорджия, однако, ему отказали. После второго отказа он пригрозил, что подаст в отставку, если его просьба не будет удовлетворена, после чего командование дало разрешение. Курц успешно прошёл специальную подготовку в возрасте 38 лет, в то время как, в основном, её проходят в 18—19 лет.
В 1966 году Уолтер Курц в составе войск специального назначения вернулся во Вьетнам в рамках проекта «Гамма», согласно которому американский военный должен был собрать войска в районе Вьетнамо-Камбоджийской границы, возглавить армию и провести наступление на войска Вьетконга и Вьетнамской народной армии. В октябре 1967 года он совместно с местными войсками в провинции Контум успешно провёл Операцию «Архангел», за что был повышен до звания полковник.
В конце лета — осенью 1968 года горные дозоры, подчинявшиеся полковнику Курцу, стали часто попадать в засады, и дисциплина в лагере начала падать. Полковник отдал приказ провести служебное расследование. В ноябре 1968 года, ознакомившись с результатами расследования, которое длилось несколько месяцев, Курц приказал уничтожить вьетнамку и трёх вьетнамцев (двое из них были полковниками южновьетнамской армии), которые были двойными агентами. После этого противник в зоне ответственности войск Курца перестал вести активные боевые действия.
Полковник Курц применял жестокие методы ведения войны не только для уничтожения противника, но и для их запугивания. Сначала военное руководство США не возражало против таких методов, пока полковник не разрешил опубликовать фотографии жестоких убийств. Командование посчитало это сумасшествием и приказало капитану Ричарду Колби отправиться в Камбоджу и вернуть Курца, но капитан проникся симпатией к полковнику и присоединился к его армии.
После провала операции американское командование во Вьетнаме отправило капитана спецназа Бенджамина Уилларда с целью ликвидировать сошедшего с ума полковника. В конце августа 1969 года капитану Уилларду удалось добраться до полковника, который стал уже настоящим богом для большой группы местных жителей нейтральной Камбоджи, и ликвидировать его.
Полковник Уолтер И. Курц был предельно истощён войной и сам хотел покончить со своими страданиями. Перед смертью Курц попросил капитана рассказать сыну полковника о том, как он вёл свою войну и какие цели преследовал, и признался, что больше всего в жизни ненавидел ложь.

## Образ полковника Уолтера И. Курца
Независимый журнал о кино «25-кадр» даёт следующее описание образа полковника Курца:

Полковник Курц — некий сверхчеловек, разгадавший загадку войны и наконец-то подчинивший своей воле тысячи других, но настолько сильно запутавшийся в самом себе, что распутать этот клубок стало возможно лишь одним способом. Он — идеальный военный, гордость американской армии. Не Курц ли быстрее всего понял бессмысленность войны? Невозможно вот так победить целый народ, он осознал это, за что и был предан анафеме собственной же страной. Курц понял все куда острее, понял по-своему, понял особенно. Велико искушение стать Богом — фильм исследует природу власти во всей красе. Кем становится человек, когда его не окружают все условности обычного мира? В кого он превращается, получив неограниченную власть, да еще в аспектах такого животного поклонения. Актерская магия фильма целиком лежит на плечах Брандо, и он несет этот груз со стойкостью атланта, в отдельных эпизодах натурально гипнотизируя зрителя.
Кинокритик Алексей Гусев в статье «Человек-зверь», опубликованной в журнале «Сеанс», подробно анализирует карьеру Марлона Брандо и проводит параллели между самим актёром и сыгранным им полковником:

«Апокалипсис сегодня» Фрэнсиса Форда Копполы — это рассказ о жизни Марлона Брандо: единственный в своем роде опыт биографии актера. Здесь все — символ, все — метафора. Сам полковник, воздвигающийся из мрака: воплощенный темный хаос инстинкта. Абсолютная свобода от чего бы то ни было: добра и зла, любви и сострадания, людских мнений и мнений о людях. Презрение к жизни и смерти. Свобода убивать и быть убитым. Божество племени безмолвных аборигенов, превращенное в жертвенное животное. Круг замкнулся. Зверь вознесся и стал богом; бог пал и стал зверем. Хаос сделал его гением, Хаос его и поглотил. 
Оператор фильма Витторио Стораре вспоминал о работе над картиной:

Роль Брандо символизирует темную сторону цивилизации… Он не мог бы сидеть и разговаривать так, как мы с вами. Это было бы неестественно. Он должен был предстать идолом. 
Известный английский режиссёр Дэнни Бойл в интервью Кинопоиску признался, что «Апокалипсис сегодня» является его любимым фильмом и в своём творчестве постоянно на него ориентируется и проводит параллели между своими фильмами и фильмом Копполы:

Больше всего, разумеется, говорят о сходстве (или попытках сходства) именно «Пляжа» с фильмом Копполы, о том, как Бойл старался провести параллели между тайным сообществом на секретном пляже в Таиланде и поселением безумного Курца. Кто-то из рецензентов (например, Пер Гальярдо и Элизабет Расселл) даже сравнивает героя ДиКаприо с полковником Курцем из романа Джозефа Конрада «Сердце тьмы», по мотивам которого снят «Апокалипсис», однако в пародийно-сниженном варианте. В отличие от монструозно богообразной фигуры Курца, он скорее неприглядный карлик. Последние знаменитые слова Курца в романе и в фильме Копполы: «Ужас! Ужас!» В свою очередь, в романе Гарленда Ричарда посещает видение, где Даффи Дак шепчет ему: «Ужас!» На это главный герой отвечает: «Какой еще ужас?»
Многие американские критики признают, что фильм «Апокалипсис сегодня» оказал сильное влияние на американскую культуру 80-90-х годов, и называют полковника Курца «всенародной болью отображённого времени».

## Монолог полковника Курца
Одним из ключевых моментов в фильме является сцена, в которой уставший от войны и лжи Курц объясняет свою философию капитану Уилларду. Впоследствии монолог полковника Курца, который является полной импровизацией Брандо, обрёл широкую популярность и стал культовым в американской культуре.

«Я видел ужасы те, что и ты. Но у тебя нет права называть меня убийцей. У тебя есть право убить меня. У тебя есть это право… но права судить меня тебе никто не давал. Невозможно словами описать, что необходимо для тех, кто не знает, что такое ужас. Ужас… У ужаса есть лицо… и ты должен подружиться с ужасом. Ужас и смертельный страх являются твоими друзьями. Потому что если это не так, то они станут настоящими врагами, которых ты будешь бояться. Страшными врагами!
Я помню, когда еще служил в спецназе…кажется, это было тысячи лет назад. Мы зашли в одну деревню, чтобы сделать прививки детям. Когда мы сделали детям прививки от полиомиелита, мы ушли. Нас догнал старик, он рыдал. Мы вернулись туда, где после нас побывали они. Они отрубили каждому привитому ребенку руку, в которую был сделан укол. Они лежали целой грудой. Куча детских ручонок. И я помню… Я…Я… Я заплакал, зарыдал, как старая бабка. Я хотел вырвать себе зубы, не знал, что делать. И я хотел запомнить увиденное, чтобы никогда не забыть. Ни за что не забыть! И тогда я понял… как будто алмаз прошил меня…как будто мне выстрелили в лоб алмазной пулей. Я тогда подумал, Господи… ведь это гениально, гениально. Именно такая воля необходима, чтобы совершить подобное. Идеальная, истинная, полная, прозрачная, чистая. И вдруг я понял, что они сильнее, чем мы, потому что они смогли выдержать такое. Это были не монстры, это были солдаты, прекрасно подготовленные солдаты. И эти солдаты сражались без злобы, у них были семьи, дети, их сердца были наполнены любовью… чтобы им хватило сил…сил…чтобы совершить такое. Если бы у меня в распоряжении находилось 10 дивизий таких солдат, наши проблемы во Вьетнаме быстро оказались бы позади. Нужны такие солдаты, которые не только обладают понятием о нравственности, но и еще способны пользоваться первобытным инстинктом убивать без всяких эмоций. Без малейших эмоций и без суждений… без суждений! Потому что именно суждения губят нас!»
Оригинальный текст (англ.)I've seen horrors... horrors that you've seen. But you have no right to call me a murderer. You have a right to kill me. You have a right to do that... but you have no right to judge me. It's impossible for words to describe what is necessary to those who do not know what horror means. Horror... Horror has a face... and you must make a friend of horror. Horror and moral terror are your friends. If they are not, then they are enemies to be feared. They are truly enemies!

I remember when I was with Special Forces... seems a thousand centuries ago. We went into a camp to inoculate some children. We left the camp after we had inoculated the children for polio, and this old man came running after us and he was crying. He couldn't see. We went back there, and they had come and hacked off every inoculated arm. There they were in a pile. A pile of little arms. And I remember... I... I... I cried, I wept like some grandmother. I wanted to tear my teeth out; I didn't know what I wanted to do! And I want to remember it. I never want to forget it... I never want to forget. And then I realized... like I was shot... like I was shot with a diamond... a diamond bullet right through my forehead. And I thought, my God... the genius of that! The genius! The will to do that! Perfect, genuine, complete, crystalline, pure. And then I realized they were stronger than we, because they could stand that these were not monsters, these were men... trained cadres. These men who fought with their hearts, who had families, who had children, who were filled with love... but they had the strength... the strength... to do that. If I had ten divisions of those men, our troubles here would be over very quickly. You have to have men who are moral... and at the same time who are able to utilize their primordial instincts to kill without feeling... without passion... without judgment... without judgment! Because it's judgment that defeats us. 

## Прототипы
Образ полковника американской армии Уолтера И. Курца основан на персонаже повести Джозефа Конрада «Сердце тьмы», который тоже носит фамилию Курц. В повести действие происходит в XIX веке, а Курц является руководителем африканской станции по добыче слоновой кости, который заставил поклоняться себе целое племя дикарей. Режиссёр фильма Фрэнсис Форд Коппола говорил, что на образ Курца также повлиял полковник спецназа США Роберт Б. Ро, который был арестован в 1969 году за убийство предполагаемого двойного агента.

## Увлечения
Настольные книги полковника Курца — Библия, «Золотая ветвь» Джорджа Фрэзера, «От ритуала к роману» Джесси Вестона.
Любимое стихотворение — «Полые люди» Т. С. Элиота.

## Как источник вдохновения
- Джош Бролин основал свое исполнение злодея Таноса в Кинематографической вселенной Marvel на исполнении Брандо в роли Курца[7][8].
- Внешний вид персонажа частично вдохновил Люка Скайуокера из фильма «Последние джедаи» (2017)[9].